# John 'Rhino' Edwards
John "Rhino" Edwards, född 9 maj 1953 i Chiswick i Hounslow i London, är basist i det brittiska boogierock-bandet Status Quo.
John har tidigare arbetat med ett flertal olika artister under 1980-talet, bland andra Kim Wilde och under en tid var han basist i Dexy's Midnight Runners. Han kom med i Status Quo 1985 i samband med gruppens återförening där han ersatte den tidigare basisten Alan Lancaster. Hans första album med gruppen var In the Army Now som släpptes 1986. Men han hade redan tidigare arbetat med Status Quos gitarrist Rick Parfitt under inspelningen av Ricks outgivna solodebutalbum (1985) tillsammans med trummisen Jeff Rich.
John har under åren bidragit alltmer till låtskrivandet på albumen och sjunger även på låten Centerfold på coveralbumet Riffs från 2003. Han är också den som skriver bandets "Tourlog", en sorts blogg om deras spelningar runtom i världen och hans intryck av dem.
Vid sidan av sitt medlemskap i Status Quo har han också ett eget band som kallas Rhino's Revenge som han släppte en soloskiva med år 2000. Från 2007 har han även ett projekt ihop med sina två söner Max och Freddie Edwards som kallas Woodedz, och de släppte låten Bad News i februari 2007. Den låten är nu även inspelad på Status Quos senaste album In Search of The Fourth Chord, där sonen Freddie fick chansen att spela 2:a och 3:e gitarr samt solot, där John sjunger. John har även spelat in en egen singel som hyllning till fotbollsspelaren Lloyd Owusu i Brentford (2006).
John kallas "Rhino" (noshörning) på grund av att han kan vara väldigt klumpig.